# Das Schwarze Quadrat
Das Schwarze Quadrat ist ein wiederkehrendes Motiv mehrerer Gemälde von Kasimir Malewitsch, dessen erste Version erstmals 1915 in der Ausstellung 0,10 gezeigt wurde. Es gilt als eine der Ikonen der Malerei des 20. Jahrhunderts. Das mit Öl auf Leinwand gemalte Bild ist 79,5 × 79,5 Zentimeter groß und befindet sich in der Tretjakow-Galerie in Moskau. Ein weiteres, in der Ausstellung 0,10 gezeigtes Quadrat, das vermutlich auch schwarz war, ist seit 1915 verschollen. Ein weiteres Gemälde mit dem Motiv des Schwarzen Quadrats malte Malewitsch 1923. Es ist im Russischen Museum in Sankt Petersburg ausgestellt und hat die Größe 106 × 106 cm. In der Moskauer Tretjakow-Galerie gibt es außerdem eine Fassung aus dem Jahre 1929 mit den Maßen 80,0 × 80,0 cm. Eine weitere Fassung befindet sich in der Eremitage, Sankt Petersburg. Sie ist ca. 53,5 × 53,4 cm groß und wird auf 1930 oder 1932 datiert. Das Centre Pompidou in Paris zeigt ein Schwarzes Quadrat, Öl auf Gipsplatte, datiert 1923–30, in der Größe ca. 40 × 40 cm. Bei dem Objekt handelt es sich um eine anonyme Spende aus dem Jahr 1978. Es ist nicht auszuschließen, dass es weitere Fassungen dieses Motivs gibt. Ebenfalls existieren mehrere Zeichnungen und Lithografien zu dem Motiv.

## Bildmotiv

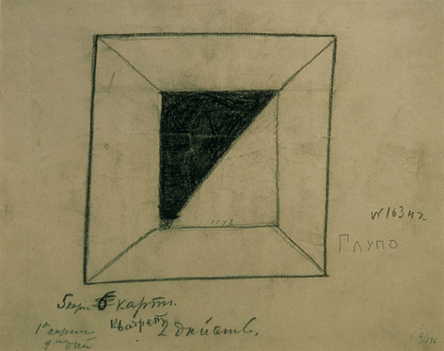
Skizze zum 5. Bild der Oper Sieg über die Sonne (1913, Staatliches Museum für Theater und Musik, St. Petersburg)

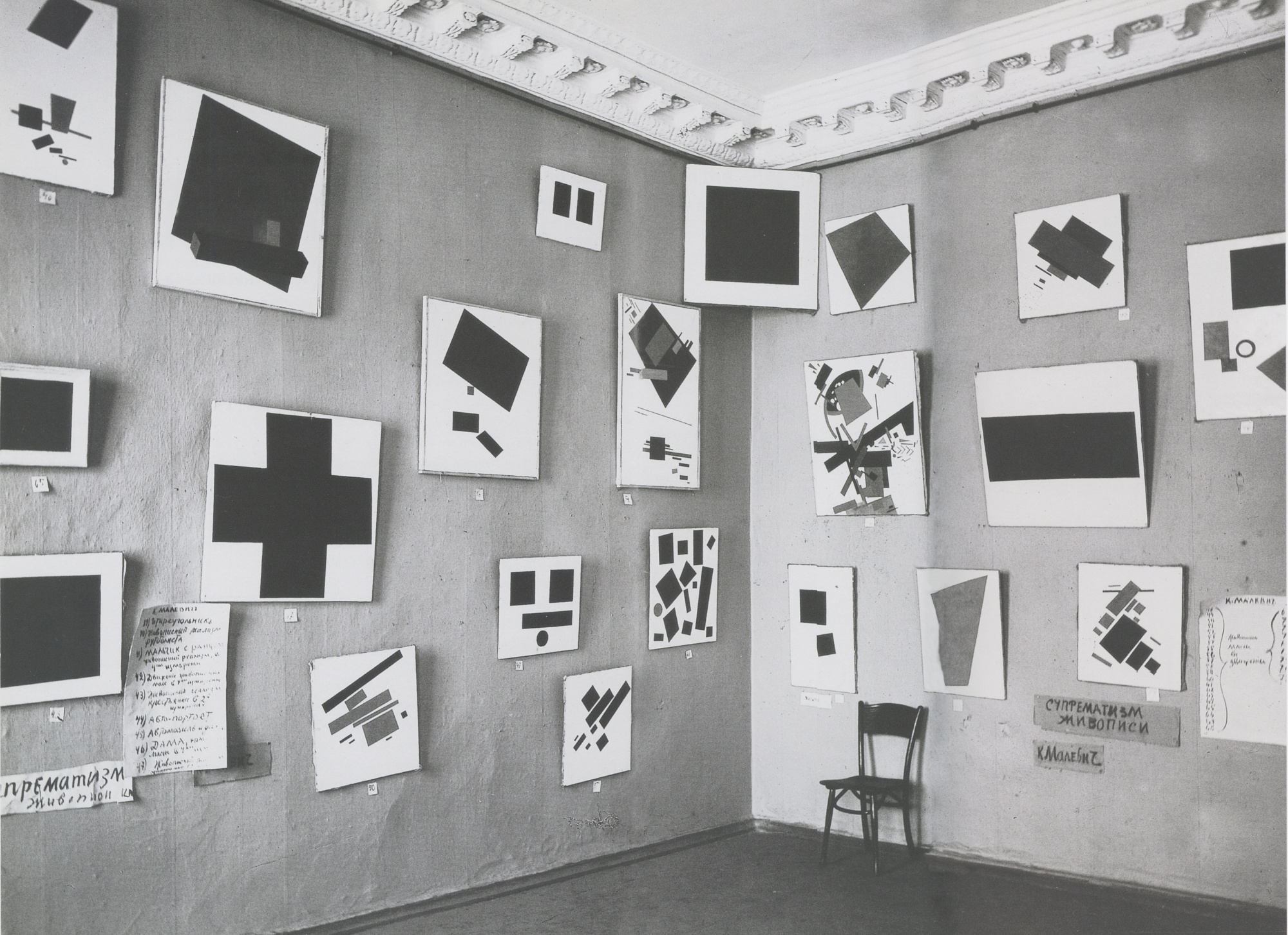
Die Ausstellung 0,10 mit dem Schwarzen Quadrat in Petrograd, 1915

Im Sommer 1913 entstand in Uusikirkko (Poljany) die Komposition der Oper Sieg über die Sonne. Die futuristische Oper wurde am 3. Dezember 1913 im Lunapark-Theater in St. Petersburg uraufgeführt. Welimir Chlebnikow verfasste den Prolog, Alexej Krutschonych das Libretto, die Musik stammte von Michail Matjuschin und das Bühnenbild sowie die Kostüme von Malewitsch. Auf einen Bühnenvorhang malte er das erste Schwarze Quadrat. Darin liegt auch der Grund, weshalb Malewitsch die Geburtsstunde des Suprematismus in das Jahr 1913 verlegte und sich nicht auf die im eigentlichen Sinne suprematistischen Bilder von 1915 berief.
Das Gemälde Das Schwarze Quadrat  wurde zum ersten Mal am 7. Dezember 1915 bei der letzten futuristischen Ausstellung 0,10 in der Galerie Dobytčina in Petrograd (Sankt Petersburg) gezeigt. Es wurde dabei an der höchsten Stelle einer Ecke des Raums mit der Bildfläche leicht schräg nach unten befestigt, umgeben von anderen Bildern Malewitschs. Das Schwarze Quadrat nahm damit, im Herrgottswinkel, die Position ein, die in einem traditionellen russischen Haus einer religiösen Ikone vorbehalten ist.

Die schwarz ausgemalte Fläche ist von einem weiß gemalten Rand umgeben. Malewitsch nannte es „Viereck“ im Ausstellungskatalog, da es keinem exakten Quadrat entspricht und auch die Seiten nicht parallel zueinander sind. 

„Als ich 1913 den verzweifelten Versuch unternahm, die Kunst vom Gewicht der Dinge zu befreien, stellte ich ein Gemälde aus, das nicht mehr war als ein schwarzes Quadrat auf einem weißen Grundfeld […] Es war kein leeres Quadrat, das ich ausstellte, sondern vielmehr die Empfindung der Gegenstandslosigkeit.“

## Das Durchscheinende

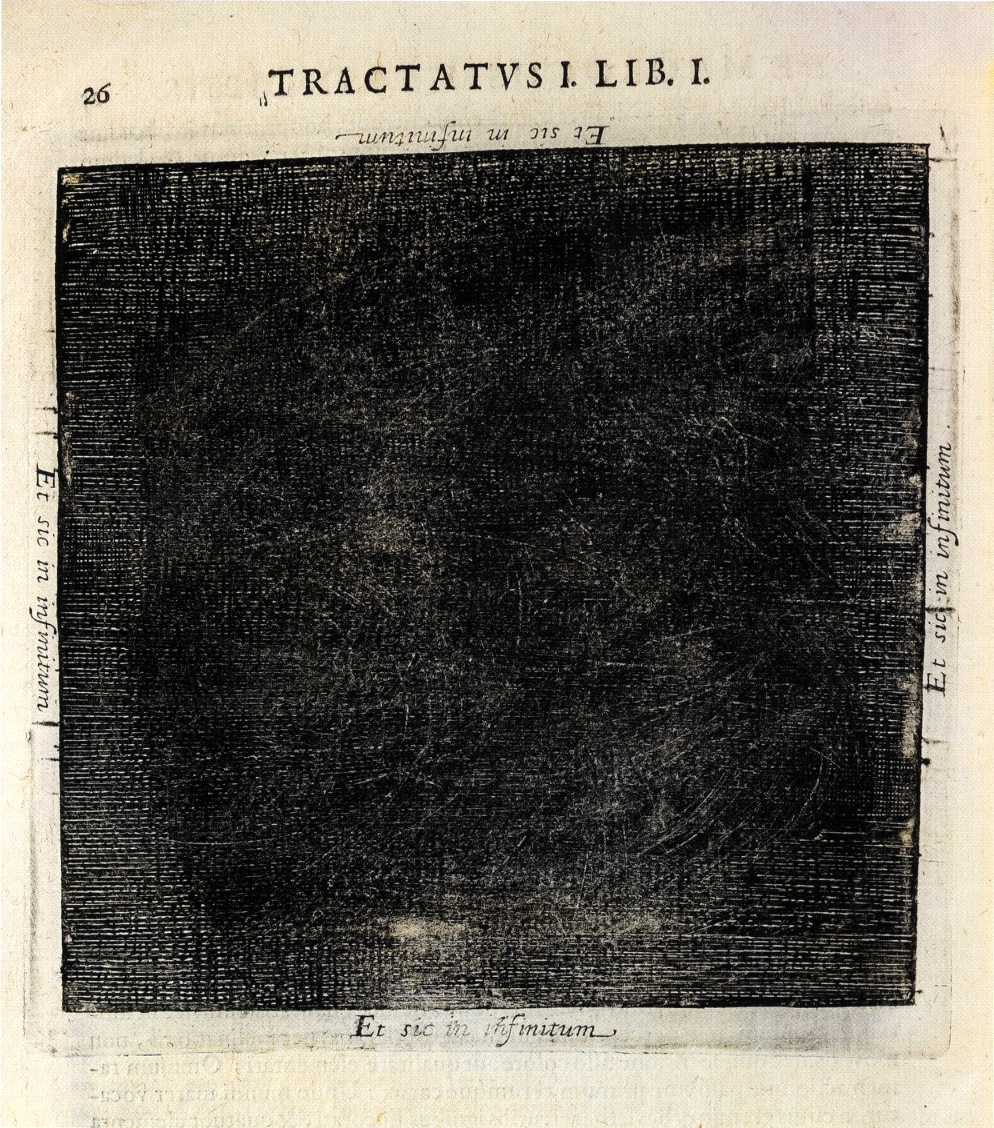
Robert Fludd: Metaphysik und Natur- und Kunstgeschichte beider Welten, nämlich des Makro- und des Mikrokosmos, 1617

Der englische Arzt und Naturphilosoph Robert Fludd hat im ersten Band von Utriusque cosmi maioris scilicet et minoris Metaphysica, physica atque technica Historia (Metaphysik und Natur- und Kunstgeschichte beider Welten, nämlich des Makro- und des Mikrokosmos), einer Geschichte des Makrokosmos, eine Schöpfungsgeschichte visualisiert, die mit dem Urbild der Hyle, dem Äquivalent zum Nichts, als ein schwarzes Viereck beginnt. In Malewitschs Quadrat-Gemälden variiert das Schwarz der Fläche von Version zu Version. Bei der nebenstehenden Abbildung zeigen sich an den vier Rändern Strukturen von sich überkreuzenden „Fäden, durch die winzige horizontale Rechtecke des Lichtes durchscheinen“. Diese „Stoffstruktur“ ist im Inneren des Vierecks durch einen weiteren Farbauftrag schwarz überlagert, die nur in ihrem Außenbereich die Sicht auf die Fadenstruktur zulässt.
Die gewebeartige untere Membran legt also das Schwarz des Nichts über das Licht, das durch die Membran hindurchscheint. Die Wolken des Chaos, die mit dem zusätzlich darüberliegenden Farbauftrag gebildet werden, liegen darüber. In ihnen sind kreis- und spiralförmige Linien eingeritzt, die seit Leon Battista Alberti als die Linien der natura naturans, die Möglichkeit der Bewegung zur Andeutung von Licht gelten.
Ähnlich ging Kasimir Malewitsch vor. Er hatte ein Gemälde so gut wie fertiggestellt, doch entschloss er sich im selben Jahr, noch bevor es getrocknet war, das Bild homogen schwarz zu übermalen, ein Vorgang, der in der Folge ein Craquelée bildet. Die feinen Risse, die sich in dem Schwarz bald abzeichnen sollten, waren vom Künstler von Beginn an angelegt worden. Röntgenaufnahmen zeigen, „wie von unten her die Helligkeit des bereits Gemalten durch das Schwarz bricht.“

## Einfluss auf zeitgenössische und spätere Künstler
Zum Einfluss, den das Schwarze Quadrat auf andere Künstler ausgeübt hat, siehe Malewitschs Einfluss auf zeitgenössische und spätere Künstler.
In dem Spielfilm Das Schwarze Quadrat von Regisseur Peter Meister mit Schauspielerin Sandra Hüller aus dem Jahr 2021 stellt das Gemälde einen zentralen Gegenstand in der Filmhandlung dar.